# 차오위안 (물리학자)
차오위안(중국어: 曹原, 병음: Cáo Yuán, 1996년 ~ )은 중국의 물리학자이다.

## 생애
차오위안은 쓰촨성 청두시 출신이다. 2007년에 광둥성 선전시 야오화 실험 학교(耀華實驗學校)에 입학했고 2010년에 실시된 보통 고등학교 초생 전국 통일고시(가오카오, 高考)에서 이공계 669점을 기록하면서 중국과학기술대학 영재반에 합격했다. 2014년에는 중국과학기술대학으로부터 궈모뤄 장학금을 받았고 미국 매사추세츠 공과대학교에 입학하게 된다.
2018년 3월에는 영국의 과학 학술지 《네이처》에 그래핀의 초전도 현상에 관한 논문을 발표했다. 차오위안은 이 논문을 통해 1개의 탄소 원자층으로 구성된 2개의 평행한 그래핀층을 약 1.1도 정도 엇갈리게 축적하면 0K(-273℃)에 가까운 온도에서 그래핀의 저항이 없어지는 현상을 발견했다. 이러한 공적을 인정받아 미국 매사추세츠 공과대학교로부터 박사 학위를 받았고 2018년 12월 18일에는 《네이처》가 선정한 올해의 과학계 10대 인물 목록에 이름을 올렸다.